# Kołoczek
Kołoczek, nazývaný také Wzgórze Kołoczek, Kołaczek či Góra Kołoczek, je kopec s nadmořskou výškou 429 m a s malým skalním bludištěm. Je vytvořen ve vápencovém krasu skal Skały Kroczyckie. Je součástí vysočiny Wyżyna Częstochowska (Čenstochovská jura ) patřící do pohoří/vysočiny Wyżyna Krakowsko-Częstochowska (Krakovsko-čenstochovská jura), která je geografickou součástí nadcelku vysočiny Wyżyna Śląsko-Krakowska. Kołoczek se nachází v Podlesicích ve gmině Kroczyce v okrese Zawiercie ve Slezském vojvodství v Polsku.

## Příroda
Společně s blízkou horou Góra Zborów, skalami Kruk, Dwoista a Sadek a jeskyní Jaskinia Głęboka tvoří jádro přírodní rezervace Góra Zborów, která patří do krajinného parku Park Krajobrazowy Orlich Gniazd a chráněné oblasti Natura 2000 Ostoja Kroczycka. Místo je předmětem ochrany xerotermních společenstev, netopýrů aj.

## Další informace
Skály a krasové jevy jsou využívány speleology a horolezci. Na Kołoczek vede jedna z nejznámějších polských turistických tras Szlak Orlich Gniazd.

## Galerie

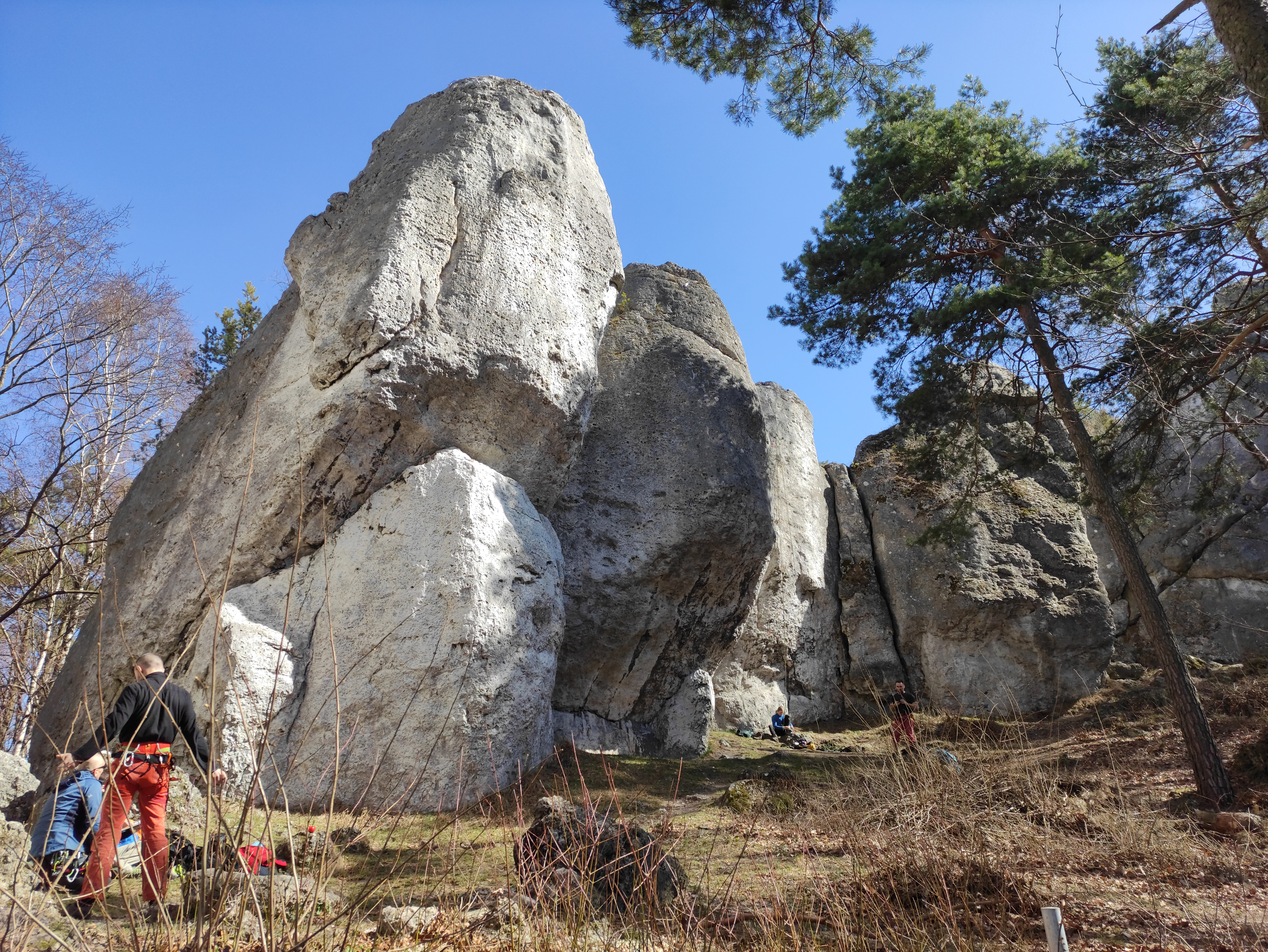
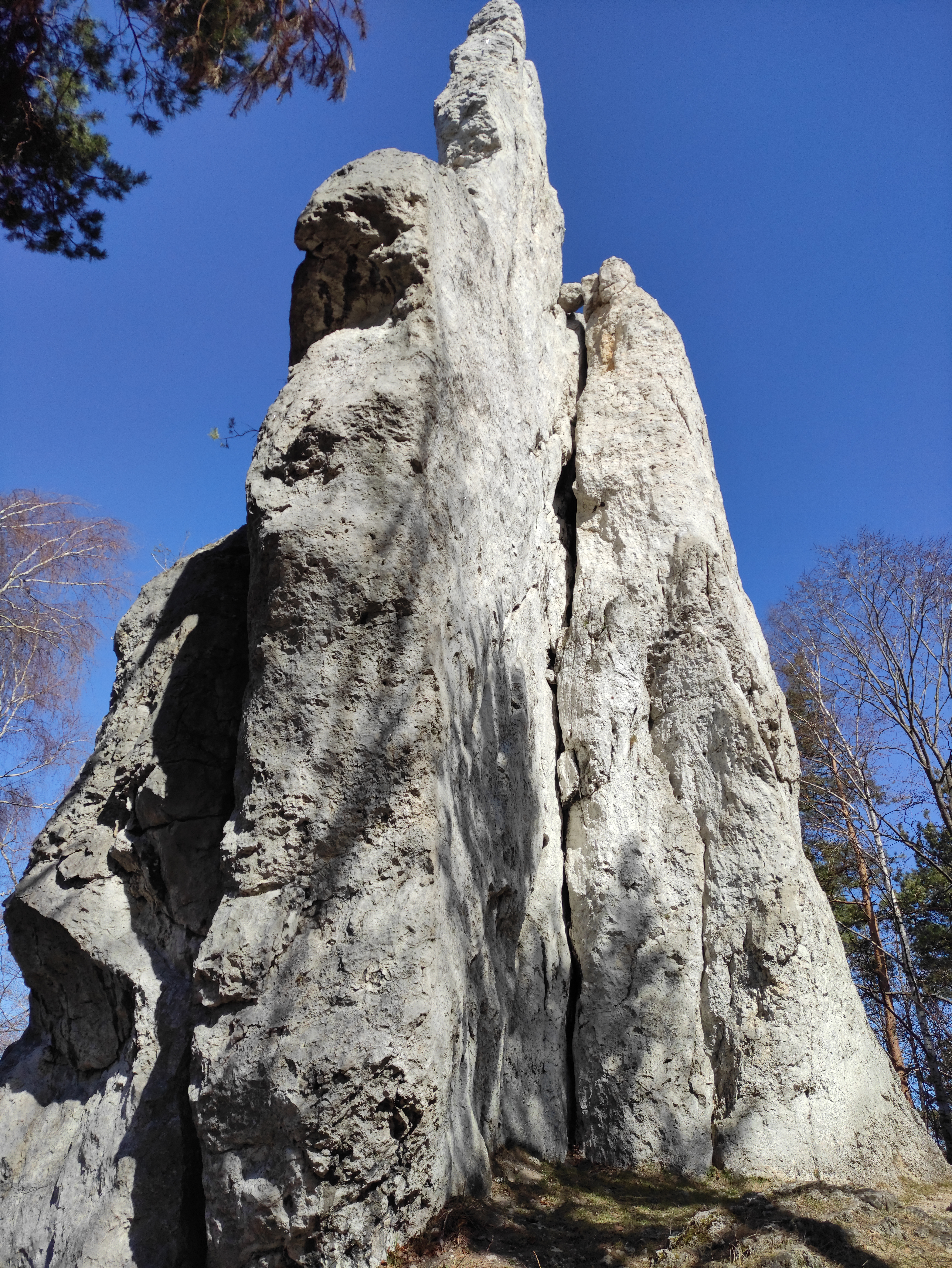
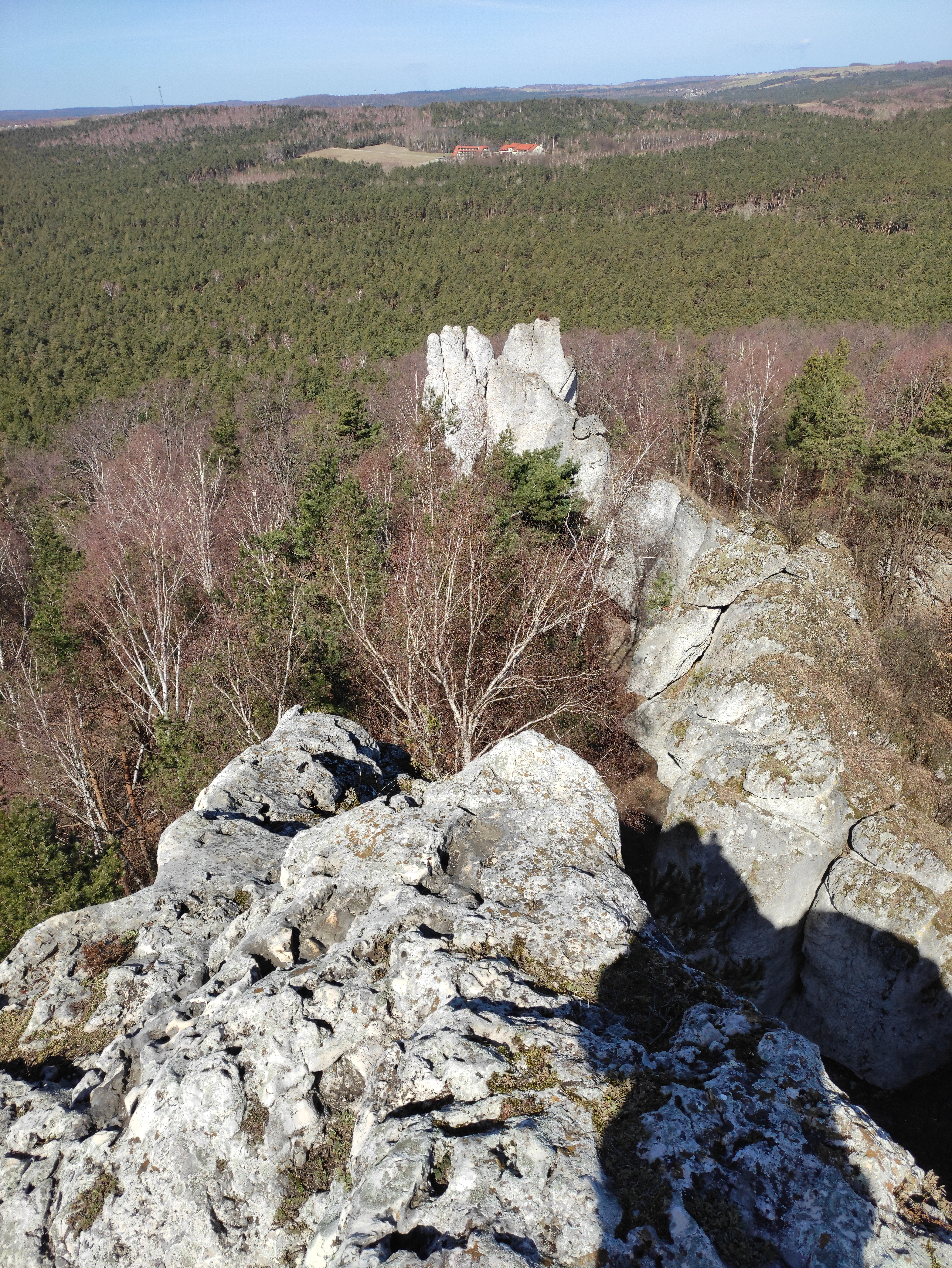
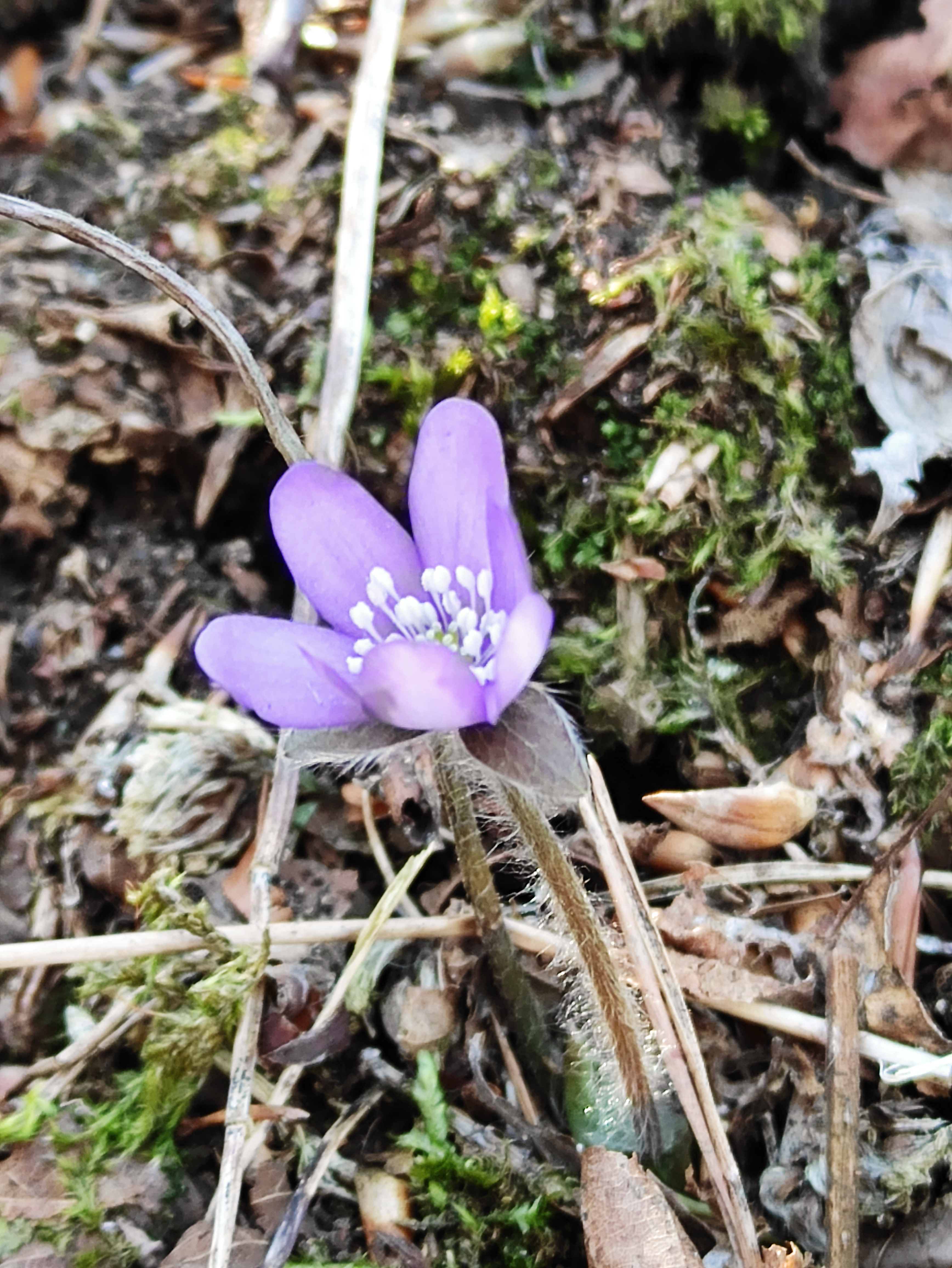
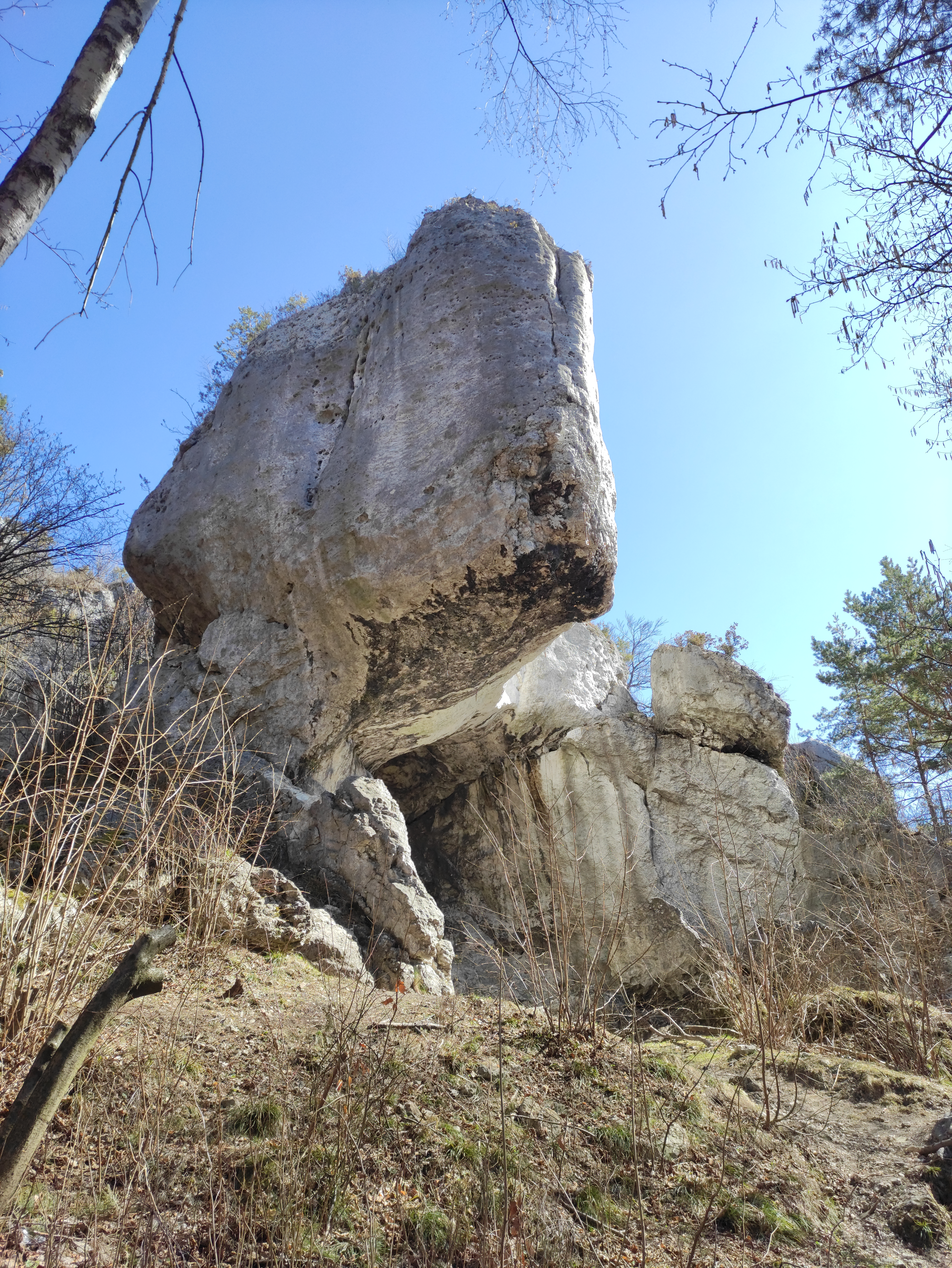
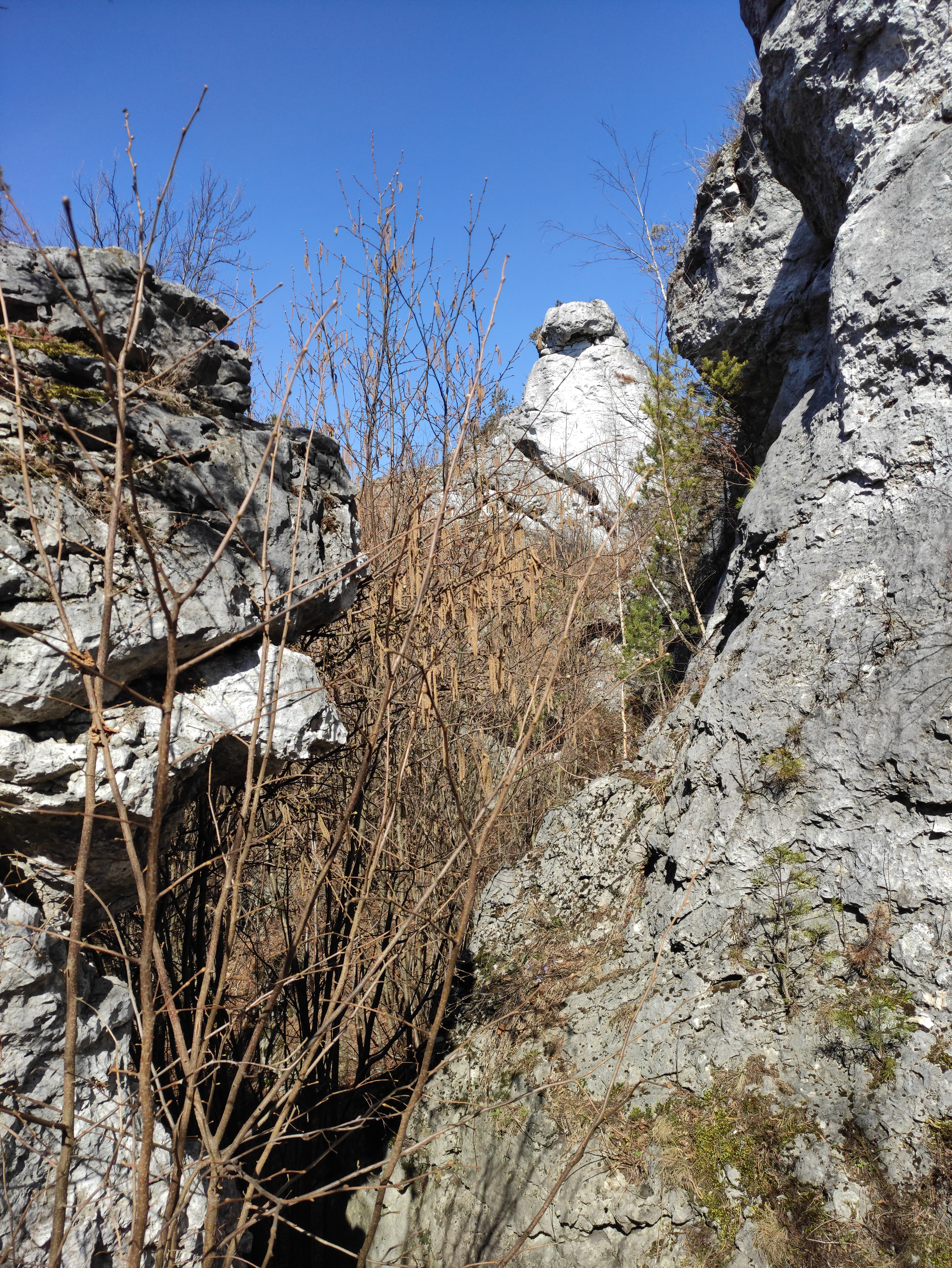
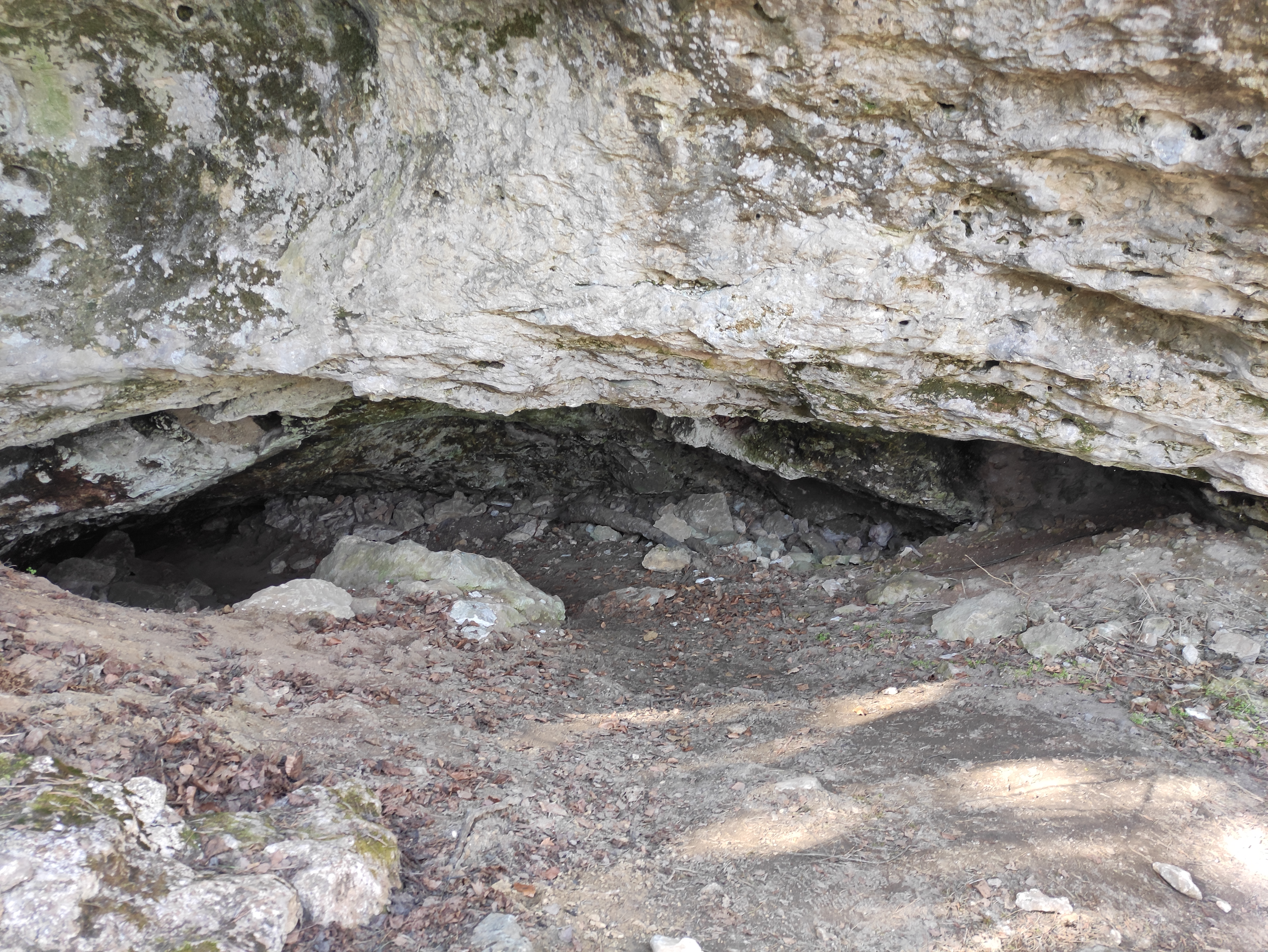
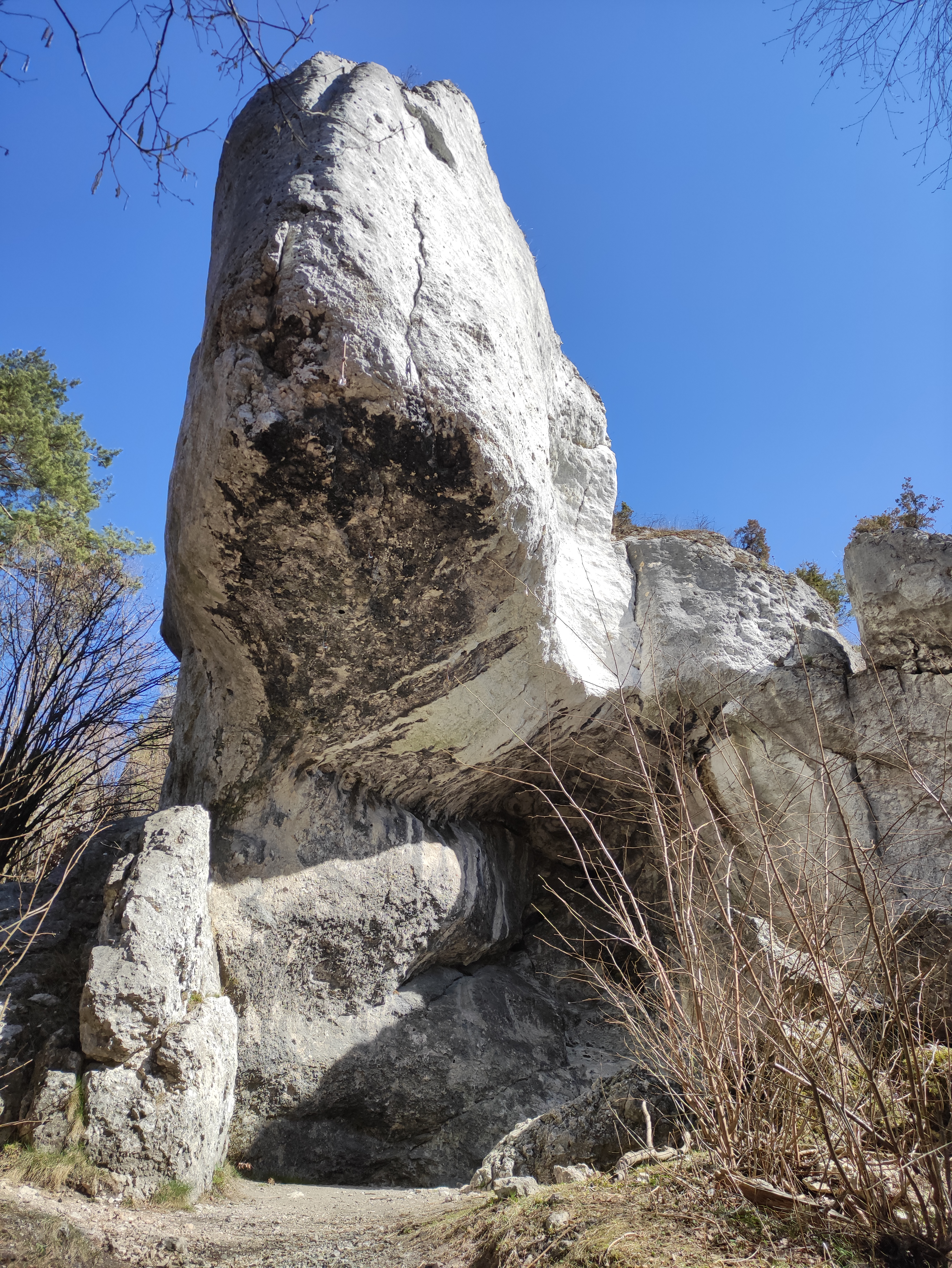